# Акелдама

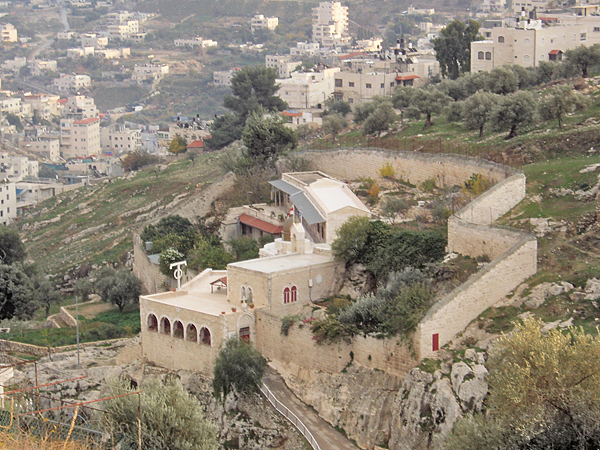
Акелдама

Акелдама́, Земля́ Кро́ви или Земля́ Горше́чника (современное название Hakl-ed-damm, от арам. חקל דמא — «поле крови» или «село крови»; греч.  ̓Ακελδαμᾶχ, Αγρός Αίματος, ο αγρός τοϋ κεραμέος; ц.-сл. Село Скудельниче) — согласно тексту Нового Завета, участок земли в Иерусалиме, купленный первосвященниками для погребения странников на возвращенные деньги, ранее полученные Иудой Искариотом от первосвященников за предательство Иисуса Христа.
С тех пор вплоть до начала XIX века здесь бесплатно хоронили странников. Акелдама, начиная с первых веков христианства, многократно упоминается в описаниях Святой земли. В IV веке здесь жил и молился святой преподобный Онуфрий Великий. В настоящее время на участке расположен православный греческий монастырь Онуфрия Великого.

## Местоположение
Акелдама расположена в южной части Восточного Иерусалима, на узкой террасе в юго-восточной части долины Еннома, примерно в 150 метрах от того места, где эта долина примыкает к долине Кедрон, на северо-восточном склоне горы Злого Совещания.
Историк Евсевий Кесарийский в своём «Ономастиконе» (38, 20-21) говорит, что «поле Акелдама» лежит неподалёку от «Тофета в долине Еннома». Но ниже он уточняет, что это поле находилось «на северных отрогах горы Сион», в том же месте, что и Голгофа. Святой Иероним Стридонский исправил «северные» на «южные», где её и помещает церковная традиция.

## В библейские времена

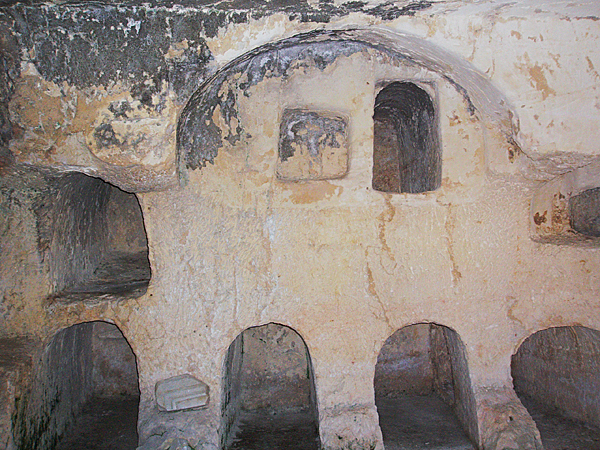
Акелдама. Древняя еврейская погребальная пещера с нишами для тел

Почва на этом участке насыщена жирной глиной, которая в прошлом использовалась гончарами. Поэтому раньше это место называлось землёй Горшечника. Некоторые предполагают, что ярко-красный цвет здешней глины дал современное название участку. Также здесь находится множество древних еврейских погребальных пещер и гробниц, в основном относящихся к периоду Второго Храма.
В христианстве это место традиционно связывается с предательством Иисуса Христа, которое совершил Иуда Искариот. Согласно Евангелию от Матфея, после того, как Иуда вернул полученные за предательство 30 сребренников первосвященникам, те сказали: «непозволительно положить их в сокровищницу церковную, потому что это цена крови. Сделав же совещание, купили на них землю горшечника, для погребения странников; посему и называется земля та „землёю крови“ до сего дня» (Мф 27:6-8). Таким образом, название этого места подразумевает кровь Христа, поскольку оно было приобретено на деньги, полученные Иудой за предательство. При этом исполнились слова пророка Захарии, который говорит о пришествии Мессии следующее: «и они отвесят в уплату Мне тридцать сребренников. И сказал мне Господь: брось их в церковное хранилище, — высокая цена, в какую они оценили Меня! И взял Я тридцать сребренников и бросил их в дом Господень для горшечника» (Зах 11:12-13).
По другой версии, изложенной в Деяниях апостолов, Иуда «приобрёл землю неправедною мздою, и когда низринулся, расселось чрево его, и выпали все внутренности его; и это сделалось известно всем жителям Иерусалима, так что земля та на отечественном их наречии названа Акелдама, то есть земля крови» (Деян 1:18-19).

## Позднее

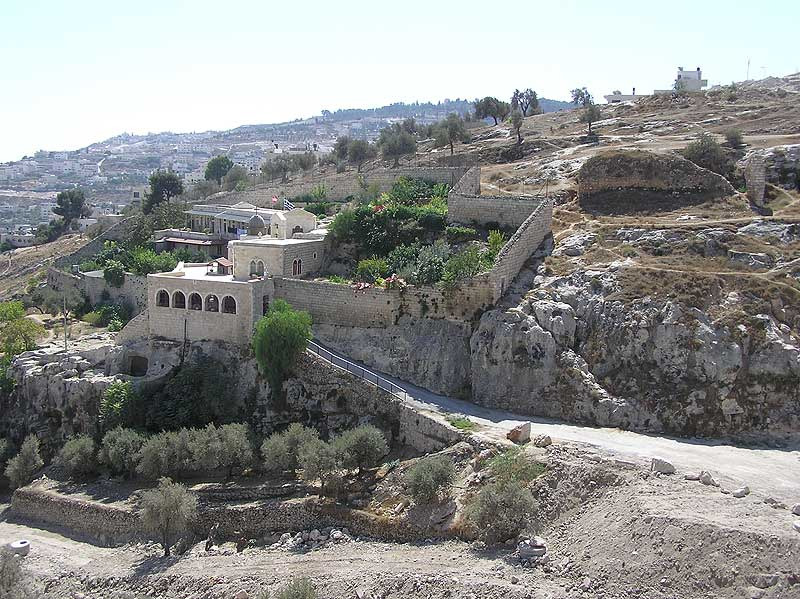
Акелдама. Вид на православный греческий монастырь Онуфрия Великого и руины усыпальницы христианских паломников

Существует православное предание о том, что в IV веке сюда пришёл, поселился и провёл здесь три года (по другим источникам, несколько лет) в посте и молитве святой преподобный Онуфрий Великий. Суть его подвига различные источники поясняют несколько по-разному. Одни кратко сообщают, что он «отмолил Акелдаму у Бога», другие говорят, что он «вымолил у Бога всех погребённых в Акелдаме». Так или иначе, но молитвенный подвиг знаменитого египетского отшельника не был забыт, и впоследствии здесь был основан и действует в настоящее время православный греческий монастырь Онуфрия Великого. В монастыре сохранилась пещера, в которой жил и молился святой. Монастырский храм во имя святого Онуфрия Великого существует с давних времён и занимает высеченную в скале древнееврейскую пещеру с погребальными нишами. Отсюда берёт начало православная традиция освящения некоторых кладбищенских церквей в честь преподобного Онуфрия Великого. Кроме упомянутых пещер, в самом монастыре и в непосредственной близости от него есть немало и других, в том числе заполненных человеческими останками.
Земля Акелдамы считалась у христиан священной, поэтому в средние века они увозили её отсюда кораблями, чтобы рассыпать на кладбищах городов Европы, в частности в Париж и Пизу, на кладбище Кампо-Санто. Упоминается, что впервые отсюда увезла землю в Рим царица Елена. Существовала легенда, что тела людей, похороненных в Акелдаме, разлагаются и истлевают необычайно быстро.

### Свидетельство игумена Даниила
Игумен Даниил, первый русский паломник, который описал своё путешествие в Святую землю, совершённое примерно в 1104—1106 годах, сообщает:

И тут, под той же горой Сионской, находится село Скудельничье, которое купили на полученные за Христа деньги для погребения странников. Оно по ту сторону ущелья, под Сионской горой, на юг от Сиона. И много пещер высечено на склоне горы в камне, и в тех пещерах теперь гробы устроены, в камне высечены удивительно и чудесно: тут погребаются пришлые странники бесплатно, так; ничего ведь не дают за то святое место, ибо оно выкуплено кровью Христа.

### Усыпальница (некрополь) христианских паломников

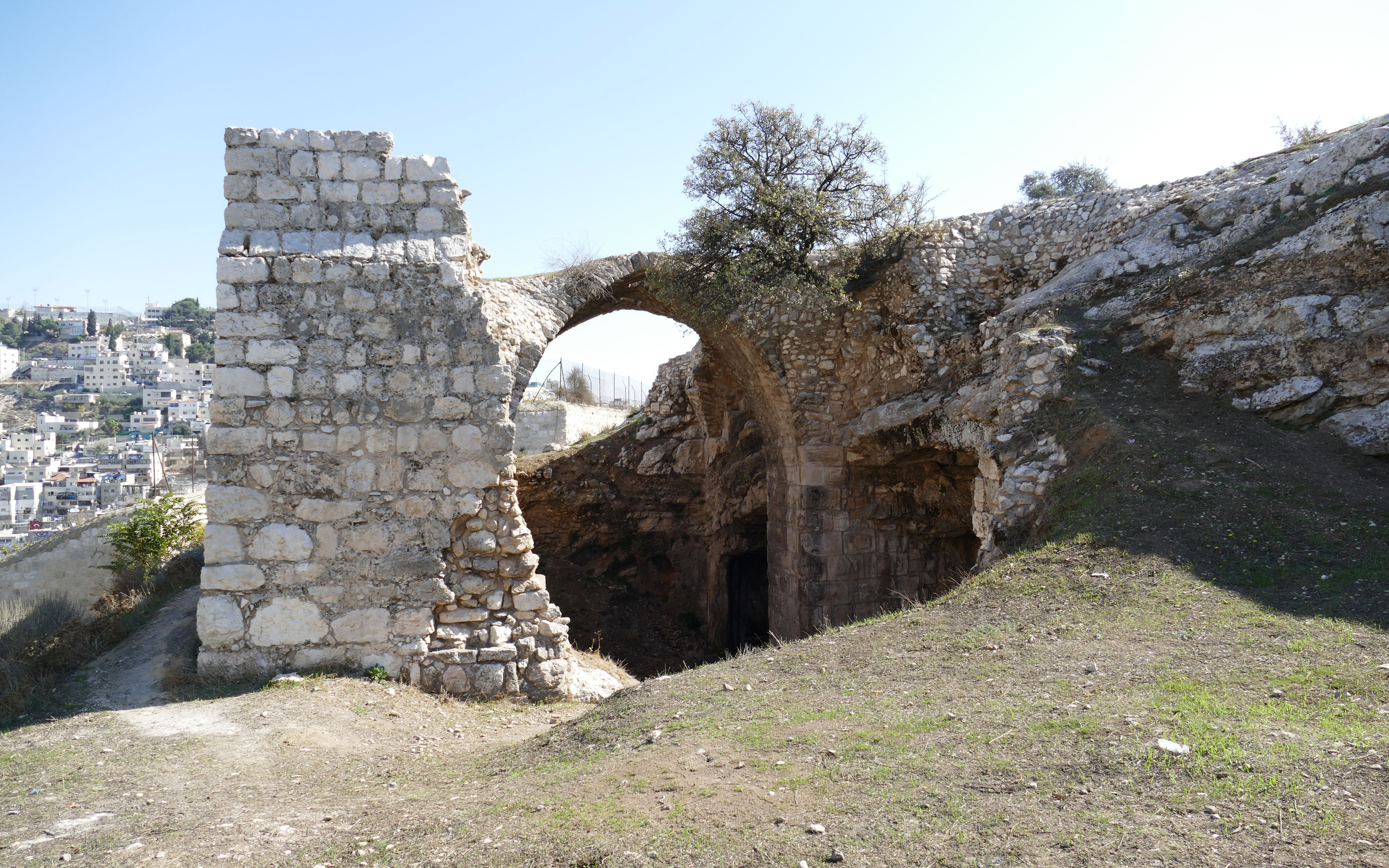
Остатки усыпальницы христианских паломников в Акелдаме

В первые века н. э. странников хоронили в Акелдаме в древних еврейских гробницах, используя их многократно. Однако в XII веке крестоносцы (по другим сведениям, царица Елена в IV веке) возвели усыпальницу, специальное большое строение, предназначавшееся для бесплатного погребения христианских паломников, скончавшихся в Иерусалиме, а также тех иноков окрестных монастырей, которые были родом из других стран. Как и вся Акелдама, усыпальница служила христианским кладбищем, хоронили в ней вплоть до начала XIX века. Над усыпальницей была церковь.
Усыпальница была вырублена в скале. Верх был закрыт большим сводом, опиравшимся на пилястры, с несколькими отверстиями, через которые проходил свет и вносились мёртвые тела. Тело умершего просто помещали в свободную нишу и оставляли, не засыпая землёй и ничем не закрывая. После того как оно истлевало, кости собирали и переносили в специально отведённое хранилище, которое располагалось здесь же. Размеры усыпальницы составляли около 24 м в длину с востока на запад, 18 м в ширину и 9 м в высоту в северной части. Постройка включала в себя несколько гротов естественного происхождения, которые когда-то использовались как могилы еврейского типа, а также выкопанный на северной стороне ров (21 x 6,5 м, глубиной 9 м). Скопившиеся там кости и мусор, по некоторым оценкам, образовали слой от 3 до 4,5 м толщиной. В настоящее время от неё остались руины, которые находятся немного выше по склону горы и чуть западнее монастыря, примерно в 20 м от его ограды.